# 해바라기 가족 (드라마)
《해바라기 가족》은 ITV 경인방송에서 월요일부터 목요일까지 밤 9시 30분에 방송되었던  일일드라마이며 음반업계 종사자와 두 번째 결혼을 하면서 1999년 4월 종영된 KBS 1TV 아침 TV 소설 《은아의 뜰》을 끝으로 연기활동을 중단한 뒤 2000년 5월부터 호주로 유학을 떠났으나 두 번째 이혼을 하여 2002년 1월 귀국한 이일화 (강주영 역)가 해당 작품을 통해 연속극 복귀를 했다. 
한편, 서민들의 남루하면서  활기찬 삶을 따뜻한 시선으로 그려냈다는 호평이 있었음에도 신인들과 조연들의 매끄럽지 못한 연기, 자연스럽게 연결되지 못한 장면 장면, 극의 흐름을 끊는 듯한 편집 등 여러 가지 이유 탓인지  기대 이하의 성적에 그쳤고 iTV는 해당 작품을 끝으로 일일드라마를 폐지했는데 그나마 해당 작품(해바라기 가족) 첫 회(2002년 11월 4일) 당시에는 이 날 첫 방영될 예정이었던  SBS 월~금 9시 30분 일일시트콤 《똑바로 살아라》가 오후 5시 45분부터 편성된 SBS 스포츠 프로야구 한국시리즈 2차전 중계방송이 늦게 끝나서 결방되기도 했으며 이 프로그램은 다음 날인 2002년 11월 5일 첫 회가 나갔다.

## 결방 사유
- 2002년 11월 19일 - 프로농구 <서울 SK 나이츠 VS 안양 SBS 스타즈> 중계가 연장전까지 가서
- 2002년 11월 27일 - 프로농구 <안양 SBS 스타즈 VS 인천 SK 빅스> 중계가 연장전까지 가서
- 2002년 12월 3일 - 8시부터 <대통령 후보 초청 합동 토론회> 편성
- 2002년 12월 10일 - 8시부터 <대통령 후보 초청 합동 토론회> 편성
- 2002년 12월 16일 - 8시부터 <대통령 후보 초청 합동 토론회> 편성
- 2002년 12월 19일 - 8시 40분부터 <대통령선거 개표방송> 3부 편성
- 2003년 1월 23일 - 프로농구 <대구 동양 오리온스 VS 안양 SBS 스타즈> 중계가 연장전까지 가서

1. ↑  황수연 (2018년 5월 11일). “‘별별톡쇼’ 이기진前PD “이일화 ‘허준’ 예진 아씨 유력 후보””. 뉴스엔. 2021년 1월 15일에 확인함.
2. ↑  “[방송]탤런트 이일화 3년만에 드라마 복귀”. 동아일보. 2002년 7월 17일. 2021년 1월 15일에 확인함.
3. ↑  “우리 드라마, '주제 빈곤'이 문제다”. 오마이뉴스. 2003년 1월 8일. 2021년 12월 16일에 확인함.
4. ↑  “우리 드라마, '주제 빈곤'이 문제다”. 오마이뉴스. 2003년 1월 8일. 2021년 1월 15일에 확인함.
5. ↑  “우리 드라마, '주제 빈곤'이 문제다”. 오마이뉴스. 2003년 1월 8일. 2021년 1월 15일에 확인함.
6. ↑  “우리 드라마, '주제 빈곤'이 문제다”. 오마이뉴스. 2003년 1월 8일. 2021년 1월 15일에 확인함.
7. ↑  정명진 (2002년 10월 28일). “SBS 뉴스·가족 프로그램 강화”. 파이낸셜뉴스. 2022년 5월 17일에 확인함.